# 겐리흐 네이가우스

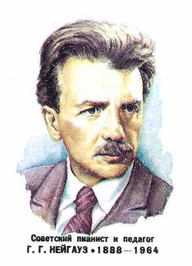

겐리흐 네이가우스는 소련의 피아니스트이자 교사이다. 그는 독일계 아버지와 폴란드계 어머니 사이에 우크라이나에서 태어났으며 레오폴드 고도프스키를 사사했다. 그는 모스크바 음악원에서 가르치며 수많은 걸출한 피아니스트들을 길러내 러시안 피아노 스쿨(Russian Piano School)의 창시자로 평가받는데 그의 제자로는 에밀 길렐스, 스뱌토슬라프 리흐테르, 라두 루푸, 야코프 자크, 제라드 프레니, 테오도르 구트만 등이 있다. 아들인 스타니슬라브 네이가우스(Stanislav Neuhaus)도 뛰어난 피아니스트였고, 1985년 쇼팽 국제 피아노 콩쿠르 우승자 스타니슬라프 부닌은 그의 손자이다.